# Antechinus leo
Antechinus leo is een roofbuideldier uit het geslacht van de breedvoetbuidelmuizen. De wetenschappelijke naam van de soort werd voor het eerst geldig gepubliceerd door Steven van Dyck in 1980.

## Kenmerken
De rugvacht is roodgrijs met gele en kaneelkleurige vlekken. De flanken zijn kaneelkleurig, de onderkant geelachtig. De voeten zijn lichtbruin. De nauwelijks behaarde staart is van boven bruin en van onderen kaneelkleurig. De kop-romplengte bedraagt 110 tot 160 mm, de staartlengte 85 tot 140 mm en het gewicht 34 tot 120 g. Vrouwtjes hebben 10 mammae.

## Leefwijze
Deze soort klimt in bomen en is 's nachts actief. Het dier vindt beschutting in een nest in een boomholte en eet ongewervelden. De paartijd is in het midden van september en tegen het midden van oktober zijn alle mannetjes overleden.

## Voorkomen
De soort komt voor in de regenwouden van de McIlraith en Iron Range op het Kaap York-schiereiland in Queensland (Noordoost-Australië).
Antechinus adustus · Antechinus agilis · Antechinus argentus · Antechinus arktos · Antechinus bellus · Geelvoetbuidelmuis (Antechinus flavipes) · Antechinus godmani · Antechinus leo · Antechinus mimetes · Antechinus minimus · Antechinus mysticus · Stuarts breedvoetbuidelmuis (Antechinus stuartii) · Antechinus subtropicus · Antechinus swainsonii · Antechinus vandycki